# Confins
Confins là một đô thị thuộc bang Minas Gerais, Brasil. Đô thị này có diện tích 42,008 km², dân số năm 2007 là 5680 người, mật độ 135,2 người/km².